# Grigori Issaakowitsch Tschudnowski

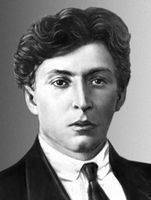
Grigori Tschudnowski

Grigori Issaakowitsch Tschudnowski (russisch Григорий Исаакович Чудновский; * 3.jul. / 15. Oktober 1890greg. in Jekaterinoslaw; † 8. April 1918 in Ljubotyn) war ein russischer Revolutionär und Teilnehmer an der Erstürmung des Winterpalais während der Oktoberrevolution.

## Leben
Tschudnowskis Vater war Jurist. Der Junge schloss sich während der Russischen Revolution 1905 den Menschewiki an. Ab 1908 studierte Tschudnowski an der Juristischen Fakultät der Sankt Petersburger Universität. 1910 wurde er wegen revolutionärer Umtriebe ins Gouvernement Jenisseisk verbannt. 1913 gelang Grigori die Flucht ins Ausland. Seine Spur verlor sich.
Manche nehmen an, Tschudnowski sei im Kopenhagener „Institut zur Erforschung der sozialen Folgen des Krieges“ bei Alexander Parvus tätig gewesen. Andere erwähnen seine Mitarbeit in Martows Pariser Zeitung Unser Wort um 1915. Leo Trotzki schreibt in seinen Erinnerungen, er sei Tschudnowski Anfang 1917 in der New Yorker Redaktion der russischen Zeitung Neue Welt begegnet. Die Nachricht von der Februarrevolution 1917 veranlasste Grigori Tschudnowski zum Aufbruch nach Petrograd. Die Seereise wurde Anfang April 1917 im kanadischen Internierungslager Amherst für ein paar Wochen unterbrochen. Auf Veranlassung der Provisorischen Regierung, genauer gesagt, auf Betreiben des Petrograder Sowjets freigelassen, landete Tschudnowski im Mai 1917 in Petrograd. Im Juni wurde er zum Militärdienst einberufen. Bei der Juli-Offensive der Deutschen wurde er verwundet und versehentlich in die Gefallenen-Liste eingetragen.
Nach seiner Heimkehr war Tschudnowski einer Gruppierung der Vereinigten Sozialdemokraten beigetreten, die sich auf dem VI. Parteitag der SDAPR im August 1917 den Bolschewiki anschlossen. Seine Politkarriere begann im Herbst 1917 an der russischen Südwestfront. Tschudnowski nahm darauf am Zweiten Allrussischen Kongress der Arbeiter- und Soldatenräte im Oktober 1917 in Petrograd teil, wurde dort ins Allrussische Zentrale Exekutivkomitee gewählt, war im Zentralkomitee der Bolschewiki und im militärisch-revolutionären Komitee Petrograd präsent und wurde Kommissar im revolutionären Komitee des Preobraschensker Leib-Garderegiments.
Nach der Erstürmung des Winterpalais war Grigori Tschudnowski als einer der Kommandeure an der Festnahme der Mitglieder der Provisorischen Regierung und ihrer Inhaftierung in der Peter-und-Paul-Festung beteiligt. Er kämpfte gegen Kerenski und Krasnow. Im November 1917 kämpfte er als Sonderkommissar an der russischen Südwestfront gegen die Deutschen und im Dezember 1917/Januar 1918 gegen die Gesamtukrainische Ratsversammlung. Bei dem Vormarsch der gegnerischen Deutschen auf Charkow kam Grigori Tschudnowski am 8. April 1918 in aussichtsloser Lage ums Leben.

## Verwandtschaft
- Onkel: der Ethnograph und Ökonom Solomon Lasarewitsch Tschudnowski (1849–1912)
- Sohn: Der Dichter Mark Tschudnowski wurde zusammen mit seiner Frau in Babyn Jar von den Deutschen erschossen.
- Bruder: der Jurist Leonid Issaakowitsch Tschudnowski (russ. Леонид Исаакович Чудновский), geb. 1888, 1945 in München, ab 1950 in Ipswich (Massachusetts)

## Ehrung
Im Rajon Dnipro (Kiew) und in Sankt Petersburg sind Straßen nach Grigori Tschudnowski benannt.